# Botulfo
Botulfo di Thorney, noto in inglese  anche come Botwulf,  Botolph, Botulph o Botulf (Inghilterra, VII secolo – Inghilterra, 17 giugno 680), è stato un abate inglese.
La celebrazione della traslazione delle sue reliquie cade il 1º dicembre.

## Biografia
Poco si conosce della vita di Botulfo, oltre ai dettagli contenuti in un racconto pervenutoci e scritto quattro secoli dopo la sua morte dal monaco e agiografo fiammingo Folcardo. La Cronaca anglosassone riporta per l'anno 653:
(Cronaca anglosassone per l'anno 653)
Icanho, che significa "collina del bue", si trova sull'estuario del fiume Alde, nella contea di Suffolk, nell'Anglia orientale: una chiesa si trova sulla sommità di una collina isolata nella parrocchia.
San Botulfo morì il 17 giugno del 680. La sua memoria liturgica cade in tale giorno, per l'Inghilterra, e il 25 giugno, per la Scozia.
La Vita di san Ceolfrid, scritta ai tempi del Venerabile Beda da un autore ignoto, cita un abate di nome Botolphus nel Regno dell'Anglia Orientale, come:
(Dalla Vita di san Ceolfrid di autore ignoto)
.

## Culto
Si ritiene che la salma di Botulfo sia stata inumata nella chiesa di Icanho da lui fondata. Nel 970 re Edgardo d'Inghilterra concesse l'autorizzazione a che i resti di Botulfo venissero traslati a Burgh, vicino a Woodbridge, ove rimasero per circa cinquant'anni prima di essere nuovamente traslati nella sua tomba, presso l'abbazia di Bury St Edmunds, su disposizione di Canuto I d'Inghilterra. Le reliquie del santo furono più tardi trasferite vicino a quelle del fratello Adolfo di Thorney, presso l'abbazia di Thorney, benché la sua testa fosse stata portata alla Cattedrale di Ely e altre parti del corpo all'Abbazia di Westminster ed in altre case religiose.
Molte chiese inglesi sono dedicate a san Botulfo. Secondo l'Oxford Dictionary of Saints, 64 antiche chiese inglesi erano state a lui dedicate, ma successive ricerche hanno portato a ritenere che il numero fosse più alto, circa 71. Ve n'è un'alta concentrazione nell'East Anglia.
The Stump, nella città di Boston, nel Lincolnshire, è una delle più note. La città di Boston, nel Massachusetts (USA) deve il suo nome, al santo (Botwulf's town); il priorato di St Botolph a Colchester, Essex, fu la prima casa religiosa dell'Ordine di Sant'Agostino in Inghilterra, e fu eretta su una precedente chiesa sassone dedicata a san Botulfo.
Nel suo ruolo di santo patrono dei viaggiatori, quattro chiese della City a Londra gli furono dedicate, tutte vicino alle porte del muro che contorna la City: St Botolph a Billingsgate, che andò distrutta durante il grande incendio di Londra del 1666 e che non venne più ricostruita; St Botolph Aldersgate; St Botolph-without-Bishopsgate, ove fu battezzato il grande poeta John Keats, e St Botolph's Aldgate. Si ritiene che queste chiese fossero state dedicate a san Botulfo poiché si trovavano vicino ad una porta della città, per cui i viaggiatori in arrivo potevano andare a ringraziare il Santo per essere arrivati sani e salvi e quelli in partenza potevano andare a pregarlo affinché potessero compiere un viaggio sicuro. Un'altra possibilità è quella che la dedicazione fosse la conseguenza della traslazione di reliquie del Santo nei pressi, quando queste furono portate da Iken all'Abbazia di Westminster.
San Botulfo fondò il monastero di Ikanhoe nel Suffolk. Boston era Botolph's stone o Botolph's town.
Egli viene ricordato sia nei nomi di Boston nel Lincolnshire (100 miglia a nord di Londra), che in quello di Boston nel Massachusetts (Stati Uniti).
A Londra c'è anche una St. Botolph Street, mentre nella Boston del Massachusetts, San Botulfo dà il proprio nome ad un club privato, il St. Botolph Club, una via nei pressi della Back Bay di Boston e la Casa del Presidente al Boston College.
San Botulfo ha anche dato il nome a numerosi villaggi inglesi. Bottlebridge era originariamente chiamata Botulph's Bridge e perse la propria autonomia quando entrò a far parte della Parrocchia di Orton Longueville nel 1782.
Il giornale di poesie dell'Università di Cambridge negli anni 1950, al quale collaborò Ted Hughes, era chiamato St. Botolph's Review, avendo preso questo nome da St. Botolph's Church a Cambridge, quando uno dei suoi cofondatori, Lucas Myers, viveva per il suo rettorato.
Una seconda edizione del giornale fu pubblicata nel 2006.